# Ленард Бернстајн
Ленард Бернстајн (енгл. Leonard Bernstein;  25. август 1918 — Њујорк, 14. октобар 1990) био је амерички композитор, диригент, аутор, предавач музике и пијаниста. Био је међу првим диригентима рођеним и образованим у САД који су добили светско признање. Према музичком критичару Доналу Хенену, он је био "један од најневероватније талентованих и успешних музичара у америчкој историји".
Његова слава проистиче из његовог дугог мандата музичког директора Њујоршке филхармоније, из дириговања на концертима са већином светских водећих оркестара и из његове музике West Side Story, Peter Pan, Candide, Wonderful Town, On the Town, On the Waterfront, Mass, као и многих других композиција које укључују три симфоније и многа камерна и солистичка дела.
Бернстајн је први диригент који је дао серију телевизијских предавања о класичној музици, почевши од 1954. године и која су трајала до његове смрти. Био је вешт пијаниста, често диригујући пијанистичке концерте са клавијатуре. Такође је био критична фигура у савременом препороду музике Густава Малера, композитора за којег је имао најстраственије интересовање.
Као композитор, писао је у многим стиловима који обухватају симфонијску и оркестралну музику, балет, филмску и позоришну музику, хорске радове, оперу, камерну музику и комаде за клавир. Многа његова дела редовно се изводе широм света, иако се ниједно не може поредити са огромном популарношћу и критичким успехом West Side Story.

## Дела

### Балети
- Fancy Free, 1944
- Facsimile, Choreographic Essay for Orchestra, 1946
- Dybbuk, 1974

### Опере
- Trouble in Tahiti, 1952
- Candide, 1956
- A Quiet Place, 1983

### Мјузикли
- On The Town, 1944
- Wonderful Town, 1953
- West Side Story, 1957
- The Race to Urga, 1969
- By Bernstein (a Revue), 1975
- 1600 Pennsylvania Avenue, 1976
- A Party with Betty Comden and Adolph Green, 1977
- The Madwoman of Central Park West, 1979

### Сценска музика
- Peter Pan, 1950
- The Lark, 1955
- The Firstborn, 1958
- MASS, 1971
- Side by Side by Sondheim, 1976

### Филмска музика
- On the Town, 1949
- On the Waterfront, 1954
- West Side Story, 1961

### Оркестарска музика
- Symphony No. 1 Jeremiah, 1942
- Fancy Free and Three Dance Variations from "Fancy Free", 1946
- Three Dance Episodes from "On the Town", 1947
- Symphony No. 2 The Age of Anxiety, 1949
- Serenade after Plato's "Symposium", 1954
- Prelude, Fugue, and Riffs, 1949
- Symphonic Suite from "On the Waterfront", 1955
- Symphonic Dances from "West Side Story", 1961
- Symphony No. 3 Kaddish, 1963
- Dybbuk, 1975
- Songfest: A Cycle of American Poems for Six Singers and Orchestra, 1977
- Three Meditations from "MASS" , 1977
- Slava! A Political Overture, 1977
- Divertimento for Orchestra, 1980
- Ḥalil, 1981
- Концерт за оркестар, 1989

### Хорска музика
- Hashkiveinu, 1945
- Missa Brevis, 1988
- Chichester Psalms, 1965

### Камерна музика
- Piano Trio, 1937, Boosey & Hawkes
- Sonata for Clarinet and Piano, 1942
- Brass Music, 1959
- Dance Suite, 1988

### Вокална музика
- I Hate Music: A cycle of Five Kids Songs for Soprano and Piano, 1943
- Big Stuff, отпевала Били Холидеј
- La Bonne Cuisine: Four Recipes for Voice and Piano, 1948
- Silhouette (Galilee), 1951
- Two Love Songs, 1960
- So Pretty, 1968
- Piccola Serenata, 1979
- Opening Prayer, 1986
- Arias and Barcarolles, 1988

### Музика за клавир
- Music for Two Pianos, 1937
- Piano Sonata, 1938
- 7 Anniversaries, 1944
- 4 Anniversaries, 1948
- 5 Anniversaries, 1952
- Bridal Suite, 1960
- Moby Diptych, 1981
- Touches, 1981
- 13 Anniversaries, 1988

## Видеографија
- The Unanswered Question: Six Talks at Harvard. West Long Branch, New Jersey: Kultur Video. ISBN 1-56127-570-0.. VHS . DVD  0-7697-1570-2. (videotape of the Charles Eliot Norton Lectures given at Harvard in 1973)
- Leonard Bernstein's Young People's Concerts with the New York Philharmonic. West Long Branch, New Jersey: Kultur Video. ISBN 0-7697-1503-6.. DVD .
- Bernstein on Beethoven: A Celebration in Vienna/Beethoven: Piano Concerto No. 1. West Long Branch, Kultur Video. DVD
- Leonard Bernstein: Omnibus – The Historic TV Broadcasts, 2010, E1 Ent.
- Bernstein: Reflections (1978), A rare personal portrait of Leonard Bernstein by Peter Rosen. Euroarts DVD
- Bernstein/Beethoven (1982), Deutsche Grammophon, DVD
- The Metropolitan Opera Centennial Gala (1983), Deutsche Grammophon, DVD 00440-073-4538
- Bernstein Conducts "West Side Story"  (1985) (retitled The Making of West Side Story in re-releases) Deutsche Grammophon. DVD
- "The Rite of Spring" in Rehearsal
- Mozart's Great Mass in C minor, Exsultate, jubilate & Ave verum corpus (1990), Deutsche Grammophon. DVD 00440-073-4240
- "Leonard Bernstein: Reaching for the Note" (1998) Documentary on his life and music. Originally aired on PBS's American Masters series. DVD